# Le Sang des bêtes (album de Murena)
 (mai 2017).
Si vous disposez d'ouvrages ou d'articles de référence ou si vous connaissez des sites web de qualité traitant du thème abordé ici, merci de compléter l'article en donnant les références utiles à sa vérifiabilité et en les liant à la section « Notes et références ».
Pour l’article homonyme, voir Le Sang des bêtes.
Le Sang des bêtes est le sixième tome de la série de bande dessinée Murena, dont le scénario a été écrit par Jean Dufaux et les dessins réalisés par Philippe Delaby.

## Personnages
Par ordre d'apparition
- Massam, gladiateur champion de Néron. Doté d'un tempérament féroce et impitoyable, il conçoit une haine tenace contre Balba.
- Lucius Murena, héros éponyme de la série. Patricien ami de Pétrone, les intrigues de cour le frappent de plein fouet.
- Balba, gladiateur nubien, d'abord sauvé par Britannicus puis protégé par Lucius Murena, qui l'affranchit. Il fait preuve d'une loyauté profonde envers ses deux protecteurs, tout en critiquant les romains.
- Evix, gauloise qui l'emporte dans l'arène contre Néron. Furieux, il cherche à la retrouver avec l'aide de Tigellin et Massam. Elle accompagne Lucius Murena et Balba en Gaule à la recherche d'Acté. On y apprend qu'elle est fille de Diviciacos, druide Eduen, chef de guerre et homme politique. Evix cherche à venger la mort de son père, causée par Cervarix.
- Poppée, femme d'une grande beauté et issue d'une famille puissante. Ambitieuse, elle devient l'amante de Néron, puis elle devient enceinte de lui.
- Tigellin (Sofonius Tigellinus), qui aide Néron a retrouver la femme masquée l'ayant vaincu. Il participe alors aux intrigues du pouvoir.
- Arsilia, anciennement esclave de Pétrone. Elle a été l'amante de Lucius Muréna. Poppée l'ayant rachetée, elle sert les intrigues de sa maîtresse.
- Sénèque, précepteur puis conseiller de Néron.
- Pétrone, poète latin, ami de Lucius Murena. Ses vers plaisent à Néron.
- Cervarix, druide gaulois prônant la révolte contre Rome. Il attaque la garnison de Sardius Agricola, qui a emmené Acté comme épouse sur ordre de Néron.
- Acté, ancienne esclave vouée à la prostitution. Néron, amoureux, l'a affranchie et ils sont devenus amants. Poppée l'évince de ce rôle. Lucius Murena recueille Acté et en devient épris à son tour. Emmenée en Gaule comme épouse de Sardius Agricola sur ordre de Néron, elle est prise en otage par Cervarix. En voulant abattre Cervarix, Evix cause la mort d'Acté.
- D'innombrables esclaves.

## Place de cet album
Cet épisode est le second du Cycle de l'Épouse.

## Publication
D'après Le Parisien, « la sortie de ce nouvel album coïncide avec la série télévisée « Rome » qui se déroule, elle, sous Jules César (Canal +) »
- Dargaud, juin 2007,  (ISBN 978-2-505-00072-3)